# 国際連合安全保障理事会決議874
国際連合安全保障理事会決議874（こくさいれんごうあんぜんほしょうりじかいけつぎ874、英: United Nations Security Council Resolution 874）は、1993年10月14日に国際連合安全保障理事会で採択された決議である。アゼルバイジャンと現地の他の国の主権と領土の保全を再確認した上で、停戦維持と敵対行為の中止、アゼルバイジャンの占領地域からの撤退を求め、決議822と853を再確認し、また、アゼルバイジャンのナゴルノ・カラバフ内外における戦争とアルメニアとアゼルバイジャンとの間の緊張に対して懸念を表し、当事国に対して、ロシア政府と欧州安全保障協力機構ミンスクグループにより合意された停戦の監視を求めた。
安保理は、和平プロセスへの支持を改めて表明した上で、両国に対して欧州安全保障協力機構による「緊急措置に関する調整された予定表」を受け入れるように求め、アルメニアは受け入れたが、アゼルバイジャンは拒否し、カラバフ当局は返答を遅らせた。カラバフ当局は静観するアプローチを採り、アゼルバイジャンは「調整された予定表」においてアゼルバイジャンの占領地域からのアルメニア軍の撤退とアゼルバイジャンの対アルメニア禁輸措置の解除がつなげられたために受け入れを拒否した。アゼルバイジャン政府は敗北した側として扱われていると抗議した。「調整された予定表」には占領地域からの撤退と通信や輸送の障害の全廃に関する提案が含まれ、安保理によれば、対処されていない他のすべての問題は平和的な交渉により解決されるべきであるとされていた。
また、紛争の交渉による解決に向けて、欧州安全保障協力機構ミンスクグループによる会議の早期開催を求め、国際連合事務総長ブトロス・ブトロス＝ガーリに対して、会議に出席し、交渉への可能な限りの支援を行うように要求し、当事国に対して、国際人道法の違反を避け、国際機関による人道的支援を無制限に行えるようにすることを要請した。
決議874は、紛争関連の決議で初めて、現地の当事国に対して紛争拡大につながる一切の敵対行為と干渉、介入を控えるように要求した。10月末、アゼルバイジャンとイランの国境で戦闘が勃発し、イランの大統領ハーシェミー・ラフサンジャーニーによるイラン軍のその後の展開により、決議884において各国に対して干渉を控えるように要請される事態となった。
最後に、国連事務総長、欧州安全保障協力機構の事務総長、ミンスクグループ会議の議長に対して、ミンスクプロセスの進展と現地の情勢に関するすべての局面について報告するように要請した。